# Francis Lefebvre de Béhaine
François Armand Édouard Lefebvre-Pigneaux de Behaine (né le 24 octobre 1860 à Paris (1er) et mort le 11 mars 1930 à Menton) est un militaire et écrivain français.

## Biographie
François Armand Édouard Lefebvre-Pigneaux de Behaine est le fils d'Édouard Lefebvre de Béhaine et le neveu de Frédéric Masson. 
Il est élève à Saint-Cyr en 1879 et à l'école de guerre.
Il épouse la fille du général Auguste Gervais et nièce de l'amiral Alfred Gervais. Son fils Jean est mort pour la France en 1915.

## Ouvrages
- La Défense de la ligne du Rhin (1935)
- L'Invasion (1933)
- Le Comte d'Artois sur la route de Paris, 1814 (1921), prix Thérouanne de l’Académie française (1922)
- La Campagne de France (1913)
- Napoléon et les alliés sur le Rhin (1913)
- Le Général A. de France, 1833-1906, notes et souvenirs, recueillis et mis en œuvre par le commandant Lefebvre de Behaine (1909)
- Léon XIII et le prince de Bismarck. Fragments d'histoire diplomatique, avec pièces justificatives (Munich, 1872-1879 ; Rome, 1882-1887). Introduction par Georges Goyau (1898)